# Плавання на літніх Олімпійських іграх 2024 — марафон 10 кілометрів (чоловіки)
Змагання з марафонського плавання на 10 кілометрів серед чоловіків на літніх Олімпійських іграх 2024 у Парижі відбудуться 9 серпня в Сені. Це буде п'ята поява цієї дисципліни на Олімпійських іграх після її впровадження 2008 року.

## Розклад
Вказано центральноєвропейський час (UTC+1)
| Дата          | Час  | Раунд |
| ------------- | ---- | ----- |
| 9 серпня 2024 | 6:30 | Фінал |

## Результати
| Місце | Плавець                          | Країна                | Час | Нотатки |
| ----- | -------------------------------- | --------------------- | --- | ------- |
|       | Кайл Лі                          | Австралія (AUS)       |     |         |
|       | Нік Сломан                       | Австралія (AUS)       |     |         |
|       | Фелікс Аубек                     | Австрія (AUT)         |     |         |
|       | Ян Герцоґ                        | Австрія (AUT)         |     |         |
|       | Гільєрме Коста                   | Бразилія (BRA)        |     |         |
|       | Мартін Страка                    | Чехія (CZE)           |     |         |
|       | Давід Фарінанго                  | Еквадор (ECU)         |     |         |
|       | Карлос Гарак                     | Іспанія (ESP)         |     |         |
|       | Логан Фонтен                     | Франція (FRA)         |     |         |
|       | Марк-Антуан Олів'є               | Франція (FRA)         |     |         |
|       | Гектор Парду                     | Велика Британія (GBR) |     |         |
|       | Тобіас Патрік Робінсон           | Велика Британія (GBR) |     |         |
|       | Олівер Клемет                    | Німеччина (GER)       |     |         |
|       | Флоріан Веллброк                 | Німеччина (GER)       |     |         |
|       | Athanasios Charalampos Kynigakis | Греція (GRE)          |     |         |
|       | Давід Бетлехем                   | Угорщина (HUN)        |     |         |
|       | Кріштоф Рашовскі                 | Угорщина (HUN)        |     |         |
|       | Денієл Віффен                    | Ірландія (IRL)        |     |         |
|       | Матан Родіті                     | Ізраїль (ISR)         |     |         |
|       | Доменіко Ачеренца                | Італія (ITA)          |     |         |
|       | Грегоріо Пальтріньєрі            | Італія (ITA)          |     |         |
|       | Мінаміде Тайсін                  | Японія (JPN)          |     |         |
|       | Кім У Мін                        | Південна Корея (KOR)  |     |         |
|       | Пауло Стрельке                   | Мексика (MEX)         |     |         |
|       | Філліп Зейдлер                   | Намібія (NAM)         |     |         |
|       | Генрік Крістіансен               | Норвегія (NOR)        |     |         |
|       | Пйотр Возняк                     | Польща (POL)          |     |         |
|       | Віктор Юханссон                  | Швеція (SWE)          |     |         |
|       | Ахмед Жауаді                     | Туніс (TUN)           |     |         |
|       | Емір Батур Альбайрак             | Туреччина (TUR)       |     |         |
|       | Кузей Тунчеллі                   | Туреччина (TUR)       |     |         |
|       | Девід Джонстон                   | США (USA)             |     |         |
|       | Іван Пусковіч                    | США (USA)             |     |         |